# 哈里·瑟伦森
哈里·瑟伦森（丹麥語：Harry Sørensen，1892年4月19日—1963年9月14日），丹麦男子竞技体操运动员。他曾代表丹麦获得1920年夏季奥运会体操比赛男子团体自由式金牌。他于1963年在奥胡斯去世。